# Стайрон, Уильям
Уи́льям Ста́йрон (англ. William Styron, 11 июня 1925 — 1 ноября 2006) — американский писатель, лауреат Пулитцеровской премии 1968 года, наиболее известными романами которого являются «Признания Ната Тёрнера» и «Выбор Софи».

## Биография
Родился в штате Виргиния. Окончил Дэвидсон-колледж в Дареме в штате Северная Каролина, в конце Второй мировой войны служил в армии. После войны окончил Университет Дьюка, где в 1947 году получил степень бакалавра искусств по английскому языку. В дальнейшем Стайрон работал в издательстве McGraw-Hill.
Его первый роман «Уйди во тьму» (Ложимся во мрак, Lie Down in Darkness), опубликованный в 1951 году, повествовал о самоубийстве молодой женщины, о котором размышляет её отец. Произведение получило положительные отзывы литературных критиков.
В начале 1950-x годов перебрался в Европу, где в 1953 году стал одним из основателей журнала Paris Review.
В 1967 году вышел роман «Признания Ната Тёрнера» (The Confessions of Nat Turner), вызвавший острые дискуссии и принесший писателю Пулитцеровскую премию. Роман выдержал несколько переизданий, его перевели на 20 языков. В основу романа положены события восстания американских чернокожих рабов под предводительством баптистского проповедника Ната Тёрнера в 1831 году. Предсмертную исповедь Тёрнера, выступление которого привело к смерти около 50 белых мужчин, женщин и детей, записал его адвокат Томас Грей. Главный герой романа изображался религиозным фанатиком, преследуемым фантазиями о сексуальном насилии над красивой 18-летней белой девушкой Маргарет. Убив её, Тёрнер начинает сомневаться в своей правоте. После выхода книги чернокожие писатели подвергли её критике, обвинив автора в расизме и игнорировании исторических фактов. В СССР роман долгое время не издавался, «Литературная газета» опубликовала рецензию марксиста Герберта Аптекера, обвинявшего автора в искажении «образа народного героя».
Неоднозначную реакцию (среди евреев) также вызвал следующий крупный роман Стайрона «Выбор Софи» (1979), в котором рассказывается о польке, пережившей нацистский концлагерь Освенцим. Её еврейский любовник Натан обвиняет героиню в том, что она осталась жива. В 1983 году роман был экранизирован, актриса Мерил Стрип получила «Оскар» за роль Софи.
Стайрон умер 1 ноября 2006 года в возрасте 81 года от пневмонии.

## Произведения
- 1951 — Уйди во тьму[англ.] (Ложимся во мрак) / англ. Lie Down in Darkness
- 1952 — Долгий марш[англ.] / англ. The Long March
- 1960 — И поджег этот дом / англ. Set This House on Fire (рус. пер. 1987)
- 1967 — Признания Ната Тёрнера / англ. The Confessions of Nat Turner (рус. пер. 2005)
- 1973 — В заразном бараке / In the Clap Shack.
- 1979 — Выбор Софи / англ. Sophie’s Choice (рус. пер. 1991)
- 1990 — Зримая тьма / Darkness Visible
- 1993 — Утро в Полосе приливов / A Tidewater Morning
- 2009 —Самоубийственная гонка: Пять рассказов о морской пехоте / The Suicide Run: Fives Tales of the Marine Corps